# Cash Shit
Cash Shit è un singolo della rapper statunitense Megan Thee Stallion, pubblicato il 17 maggio 2019 come terzo estratto dal primo mixtape Fever.

## Descrizione
Il brano vede la partecipazione del rapper DaBaby.

## Accoglienza
Eli Schoop di Tiny Mix Tapes ha elogiato la traccia, definendola “decisamente cattiva”. Trent Clark di HipHopDX l’ha ritenuta “il motivo per cui i due rapper sono tra i più in voga del momento”. The New York Times ha descritto la produzione “minacciosa e spaziosa”, mentre The Fader l’ha chiamata “raffinata”. Vice l’ha definita la miglior canzone del 2019.

## Promozione
La rapper si è esibita con la canzone il 13 settembre 2019 al The Tonight Show e il 6 ottobre 2019 ai BET Hip Hop Awards 2019.

## Classifiche
| Classifica (2019) | Posizione massima |
| ----------------- | ----------------- |
| Stati Uniti       | 36                |